# (4533) Orth
(4533) Orth est un astéroïde de la ceinture principale.

## Description
(4533) Orth est un astéroïde de la ceinture principale. Il fut découvert le 7 mars 1986 à l'Observatoire Palomar par Carolyn S. Shoemaker. Il présente une orbite caractérisée par un demi-grand axe de 2,37 UA, une excentricité de 0,24 et une inclinaison de 22,7° par rapport à l'écliptique.

## Compléments